# حسین ربی
حسین ربّی دونده ای که بر روی پنجه پا گام برمی‌داشت (متولد ۱۳۲۶ زنجان) اسطوره دوهای استقامت ایران در سالهای ۴۰ و ۵۰ شمسی بود. او تحصیلات آکادمیک خود را در دانشکده تربیت بدنی دانشگاه تهران گذراند.
در سال ۴۸ در مسابقات قهرمانی آموزشگاه‌های کشور در ۴ رشته ۴ مدال طلا به‌دست آورد، از همان‌جا به تیم ملی دعوت شد. چندی بعد رکورد ماده ۱۰۰۰۰ متر دوومیدانی ایران که ۱۷ سال دست علی باغبانباشی بود را در بازیهای آسیایی سئول کره جنوبی از آن خود کرد.
دارنده بیش از ۲۵۰ مدال رنگارنگ از مسابقات داخلی و بین‌المللی. دونده ای که با وجود تمام ناملایمات و سختی‌ها رشد نمود و یکی از ورزشکاران کم‌نظیر ایران شد و پیشنهادات سایر کشورها برای حضور با نام آنها در مسابقات را بخاطر تعصب به کشورش رد کرد. شاگردان او سالها افتخار آفرین این مرز و بوم بودند. از جمله آنها می‌توان به عبدالله خاتمی، جعفر باباخانی، ابراهیم اطاعتی و ده‌ها دونده دیگر اشاره کرد. ربّی فردی بود که زنجان را به کنیای ایران تبدیل کرد، البته مدتهاست با نبود او قهرمان پروری در دوهای استقامت دیده نمی‌شود.
استاد حسین ربّی اولین نماینده تاریخ دوومیدانی ایران است که در ماده ۱۰۰۰۰ متر در المپیک با بزرگان دنیا شانه به شانه، گام به گام و سینه به سینه به رقابت پرداخته‌است. ربی بازنشسته آموزش و پرورش بوده و در تهران زندگی می‌کند.

## عناوین
- ۱۹۷۳ هندوستان- قهرمانی آسیا- نقره ۱۰۰۰۰ متر
- ۱۹۷۴ تهران- بازیهای آسیایی چهارم ۱۵۰۰ متر
- ۱۹۷۵ کره- قهرمانی آسیا- رکورد جدید ۱۰۰۰۰ متر ایران

- ۱۹۷۸ پاکستان- قهرمانی آسیا- برنز ۵۰۰۰ متر

- ۱۹۷۸ مصر- جام بین قاره ای - نقره ۸۰۰ متر
- ۱۹۷۹ تهران- مقام سوم جام بین‌المللی پهلوی
- جام هارلداسمیت _ طلای دوی صحرانوردی
- ۱۳۵۳ مسابقات کشوری _ طلای دوی صحرانوردی
- ۱۳۵۵ انتخابی المپیک مونترال طلای۱۰۰۰۰ متر ایران و رکورد جدید ایران
- ۱۳۵۷ انتخابی مسابقات جهانی مراکش (دور دریاچه استادیوم آزادی) مقام اول
- ۱۳۵۸ انتخابی بازیهای آسیایی تایلند مقام اول ۱۰۰۰۰ متر و رکوردی بهتر از ورودی آسیا[۱]

او نماینده دوومیدانی ایران در المپیک ۱۹۷۶ مونترال کانادا ماده ۱۰۰۰۰ و ۵۰۰۰ متر بود که در گروه A مسابقات با لاسه ویرن افسانه ای رقابت کرد.
وی در سال ۲۰۰۶ و در سن ۶۰ سالگی درمیان ۱۳۰۰۰ شرکت کننده دوی ۱۰۰۰۰ متر در امارات که ۱۰۱ کشور حضور داشتند در رده سنی خود به مقام قهرمانی جهان رسید.